# گورگونین
گورگونین (Gorgonin) پروتئین پیچیده‌ای است که اسکلت شاخی زیررده هولاکسونیا از مرجان نرم (گورگونی‌ها) را تشکیل می‌دهد. گورگونین اغلب حاوی مقادیر قابل توجهی برم، ید و تیروزین است.

## استفاده علمی
تحقیقات نشان داده‌است که اندازه‌گیری گورگونین و کلسیت در گونه‌های گورگونیا می‌تواند در دیرینه اقلیم‌شناسی و دیرین اقیانوس‌شناسی مفید باشد. مطالعات مربوط به رشد، ترکیب و ساختار اسکلت گونه‌های خاص گورگونیا (به عنوان مثال، Primnoa resedaeformis و Plexaurella dichotoma) می‌تواند به شدت با تغییرات فصلی و آب و هوایی مرتبط باشد.